# Device (албум)
Device је дебитантски албум америчког хеви метал бенда Девајс објављен 9. априла 2013. године.

## Песме
1. "You Think You Know" - 3:39
2. "Penance" - 3:28
3. "Vilify" - 3:39
4. "Close My Eyes Forever" - 4:36 (обрада песме Озија Озборна и Лите Форд)
5. "Out of Line" - 3:40
6. "Hunted" - 3:53
7. "Opinion" - 3:52
8. "War of Lies" - 4:05
9. "Haze" - 4:24
10. "Through It All" - 5:04

## Бонус песме
1. "Wish" - 3:47 (обрада групе Најн инч нејлс)
2. "A Part of Me" - 3:28